# Menschenjagd in San Francisco
Menschenjagd in San Francisco (Originaltitel: The San Francisco Story) ist ein US-amerikanischer Western aus dem Jahr 1952 von Robert Parrish mit Joel McCrea und Yvonne De Carlo in den Hauptrollen. Der Film wurde von Fidelity-Vogue Pictures produziert und basiert auf dem Roman Vigilante von Richard Aldrich Summers.

## Handlung
Kalifornien, 1856. Der Minenbesitzer Rick Nelson ist ein ehemaliges Mitglied der Bürgerwehr von San Francisco. Mit seinem Gehilfen Shorty macht er sich auf den Weg in die Stadt, um Vorräte einzukaufen. Rick hat San Francisco vor fünf Jahren wegen der Korruption verlassen. Die Bitte seines Freundes Jim Martin, wieder der Bürgerwehr beizutreten, weist er ab. Im Saloon wird Rick auf das Porträt von Adelaide McCall aufmerksam, die bei den Männern der Stadt sehr begehrt ist. Er schafft es, ihr vorgestellt zu werden und lernt gleichzeitig Adelaides Freund Andrew Cain kennen, einen Politiker, der die Macht über Kalifornien anstrebt. Um Rick besser kennenzulernen, lässt Cain Adelaide an einem Pokerspiel teilnehmen. Später unternimmt sie mit Rick eine Kutschenfahrt an der Küste entlang und schwärmt dabei von Cains Plänen, San Francisco und den Rest Kaliforniens neu aufzubauen. Rick hingegen äußert sich abwertend und wird von Adelaide am Strand sitzengelassen.
Zurück in der Stadt erhält Rick eine Nachricht, in der Adelaide ihn um Verzeihung bittet. Er besucht sie in ihrem Haus. Erneut redet sie begeistert über Cain und wieder zeigt Rick seinen Unmut. Dafür lässt sie ihn auf seinem Rückweg ins Hotel entführen und auf ein Schiff bringen, von dem Rick jedoch nach kurzer Zeit durch einen Sprung ins Wasser entkommen kann. Er schwimmt zum Ufer und geht bei dem Saloon seiner alten Freundin Sadie an Land. Zuerst macht sich Sadie über Rick lustig, dann erklärt sie ihm, dass es vorteilhafter sei, auf Cains Seite zu stehen. Cain trifft sich zur gleichen Zeit mit einigen seiner Gefolgsleuten in Adelaides Haus. Zu seiner Zufriedenheit stellt sich heraus, dass sein Untergebener Winfield Holbert genug Stimmen auf sich vereint, um in den Senat gewählt zu werden. Um Holbert an sich zu binden, lässt er ihn eine Erklärung unterzeichnen, in der er gesteht, seine Stimmen durch Betrug und Erpressung erhalten zu haben. Cain erinnert seine anderen Gefolgsleute, dass er durch die Erklärung Holbert in der Hand habe, auch wenn der Tausende von Meilen entfernt in Washington sei.
Rick hat mittlerweile Gefühle für Adelaide entwickelt und will sie aus Cains Einflussbereich holen. Gegenüber Jim gibt er zu, dass er gerne San Francisco frei von Korruption sehen würde. Er bietet Jim seine Dienste in der Bürgerwehr gegen Gefälligkeiten an. Der misstrauische Cain stellt ihn ein. Als Bedingung soll er für die Freilassung von Cains ehemaligen Mitarbeiter Meyers sorgen. Meyers ist der Einzige, der gegen Cain auszusagen bereit ist, dennoch hilft Jim Rick, Meyers ausbrechen zu lassen, in der Hoffnung, dass Rick in Cains Gunst steigt und so an Informationen kommt. In der Nacht helfen Rick und Shorty bei Meyers Ausbruch. Die drei werden jedoch von Cains Männern angegriffen, dabei wird Rick angeschossen und Meyers getötet. Rick lässt sich heimlich von Sadie versorgen, während er Jim bittet, die Zeitung von seinem Tod zu benachrichtigen. 
Als Adelaide die Todesnachricht liest, wendet sie sich von Cain ab. Sie schickt die von Holbert unterzeichnete Erklärung an Jim, der damit die Bevölkerung gegen Cain aufbringen soll. Jim merkt an, dass die Satzung der Bürgerwehr jedem einen fairen Prozess verspreche. Er nimmt Adelaide in Schutzhaft und stellt sie in den Redaktionsräumen der Zeitung unter Personenschutz. Rick macht sich große Sorgen um Adelaide und fordert Cain öffentlich zum Duell am nächsten Morgen. Cain lässt daraufhin die Redaktion angreifen, doch Jim kann Adelaide in Ricks Hotelzimmer bringen. Sie warnt Rick, dass Cain beim Duell betrügen werde. Früh am nächsten Morgen treffen sich Rick und Cain am Strand. Einer von Cains Männern will Rick in den Rücken schießen, wird aber vorher von Shorty erschossen. Im Duell erschießt Rick Cain. Jim lässt Adelaide trotz ihrer Verbindung zu Cain frei. Sie schließt sich Rick und Shorty an, die zur Mine zurückkehren.

## Produktion

### Hintergrund
Gedreht wurde der Film von Anfang Oktober bis Anfang November 1951 in den Motion-Picture-Center-Studios in Hollywood.
Yvonne De Carlos Porträt wurde von dem Kunstlehrer Audubon Tyler gefertigt, einem Enkel des Zeichners John James Audubon.

### Stab
Bernard Herzbrun und Robert Clatworthy oblag die künstlerische Leitung. Edward G. Boyle war für das Szenenbild zuständig, George Jenkins für die Bauten. Verantwortliche Toningenieure waren Mac Dalgleish und Hugh McDowell Jr.

### Besetzung
In kleinen nicht im Abspann erwähnten Nebenrollen traten Ted Adams, Trevor Bardette, Rudy Bowman, Harry Cording, John Doucette, Beatrice Gray und Tor Johnson auf. Ebenfalls unerwähnt blieb Peter Virgo als Meyers.

## Synchronisation
| Rolle           | Schauspieler    | Deutscher Synchronsprecher |
| --------------- | --------------- | -------------------------- |
| Rick Nelson     | Joel McCrea     | Hans Nielsen               |
| Adelaide McCall | Yvonne De Carlo | Gisela Trowe               |
| Andrew Cain     | Sidney Blackmer | Wolfgang Lukschy           |
| Shorty          | Richard Erdman  | Hans Hessling              |
| Sadie           | Florence Bates  | Eva Eras                   |
| Jim Martin      | Onslow Stevens  | Siegfried Schürenberg      |
| Alfey           | O. Z. Whitehead | Walter Bluhm               |

## Veröffentlichung
Die Premiere des Films fand am 9. Mai 1952 in New York statt. In der Bundesrepublik Deutschland kam er am 19. September 1952 in die Kinos, in Österreich im März 1953. In Deutschland wurde er auch unter dem Titel 5 Kugeln in der Trommel gezeigt.

## Kritiken
Das Lexikon des internationalen Films schrieb: „Flott inszeniertes Westernmelodram.“
Die Filmzeitschrift Cinema befand: „Der Showdown entschädigt für Schwächen.“